# Now (Sky)
Now (anteriormente chamado Now TV e muitas vezes estilizado como NOW) é um serviço de streaming de televisão por assinatura, operado pelo provedor britânico de televisão por satélite Sky Group e pelo provedor americano de TV a cabo Xfinity. Lançado no Reino Unido em 2012, o serviço também está disponível na Irlanda, Itália, Alemanha (como WOW, anteriormente chamado Sky Online e Sky Ticket), Áustria (como SkyX), Suíça e Estados Unidos (como parte da unidade Xfinity de sua empresa controladora Comcast).
O Now oferece streaming ao vivo e vídeo sob demanda sem contrato. O serviço oferece “passes” para vários tipos de conteúdo, por uma taxa mensal em uma base de pagamento conforme o uso. Diferentes passes oferecem filmes, esportes e entretenimento da Sky, como material da Sky Atlantic e Sky Cinema, e de terceiros licenciados britânicos e americanos, como a Fox Broadcasting Company. O serviço está disponível para os consumidores por meio de reprodutores de mídia digital Now TV baseados no Roku (nos formatos de set-top box e dongle HDMI), bem como por meio de um aplicativo em computadores, vários dispositivos móveis, alguns consoles de jogos e set-top boxes. Ele é separado e não pode ser visualizado por meio do serviço de Internet Sky Go ou do serviço de televisão digital via satélite Sky Q da Sky.

## História

### Sky Picnic
O Sky Picnic foi uma proposta de serviço de televisão por assinatura que teria ficado ao lado do Freeview e da Top Up TV na plataforma de televisão digital terrestre (DTT) no Reino Unido. A proposta detalhava a substituição dos três canais gratuitos da Sky (Sky News, Sky Sports News e Sky Mix) por cinco canais de TV por assinatura: Sky Sports, Sky Cinema e Sky One durante a noite, com uma hora de conteúdo da Sky News. Haveria também dois outros canais diurnos: um canal factual e um canal infantil. Foi proposto pela primeira vez em 2007, mas foi submetido a uma consulta pública pela Ofcom. Embora o serviço tenha sido liberado para lançamento em 2010, ele nunca foi lançado oficialmente, pois a Sky o colocou em espera em 2008. A proposta do Sky Picnic acabou sendo substituída pela plataforma Now TV baseada na Internet.

### Now TV

Antigo logo da Sky Ticket na Alemanha

Logo do WOW (Alemanha)

Logo da Sky X (Áustria)

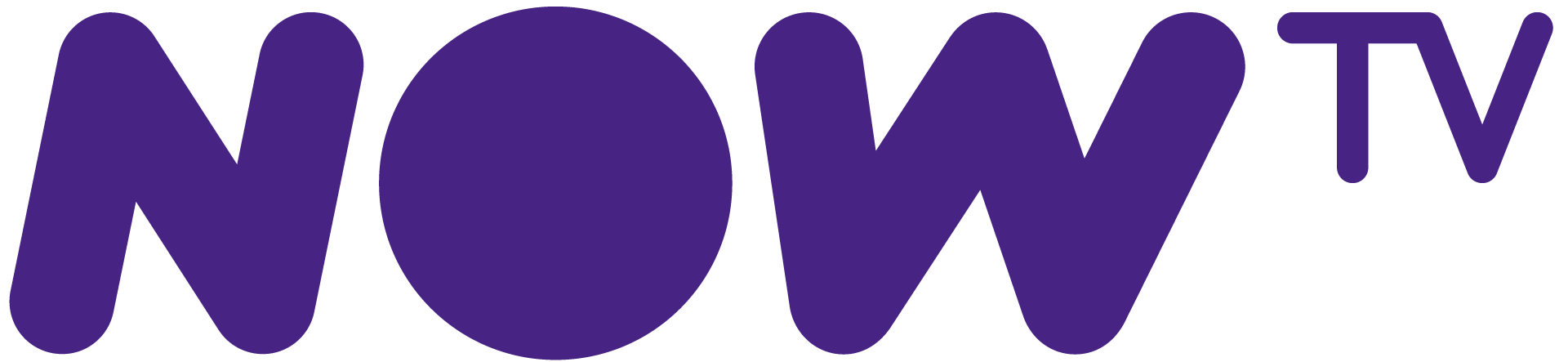
Antigo logo do Now (2012-2020)

O Now TV foi apresentado pela Sky UK em março de 2012 e foi projetado para pessoas que não têm assinatura de TV paga. Seu lançamento oficial foi em 17 de julho de 2012, inicialmente fornecendo filmes, colocando-o em concorrência com o LoveFilm e o Netflix. O serviço Now TV foi posteriormente estendido a outros territórios cobertos pelo Sky Group. Em 2014, um serviço de internet semelhante chamado “Sky Online” foi lançado pela Sky Deutschland na Alemanha e na Áustria, e pela Sky Italia na Itália em 2015. Em 2016, a Sky Online na Alemanha e na Áustria foi reformulada como “Sky Ticket” e estruturada da mesma forma que a Now TV no Reino Unido, e foi rebatizada na Itália com o nome original britânico de Now TV. Em 26 de abril de 2017, o Now TV foi lançada na Irlanda. No verão de 2016, a Sky UK estendeu a marca aos serviços de telecomunicações, lançando internet de banda larga econômica sem contrato no Reino Unido, inicialmente denominada Now TV Combo, e, a partir do início de 2018, denominada Now Broadband. Em março de 2019, a Sky X foi lançada na Áustria, usando uma mistura de elementos da Now TV e da Sky Q, e substituiu o Sky Ticket, como uma oferta entre o Sky Ticket e o serviço completo de TV Sky Q.   No início de 2021, a Now TV foi renomeada como NOW. No verão de 2022, o Sky Ticket foi renomeado para WOW.

### Sky España
Em 11 de setembro de 2017, o serviço Now TV foi lançado simplesmente como “Sky” na Espanha, sendo o primeiro produto com a marca Sky naquele país. O Sky España fornecia televisão paga over-the-top e serviço de vídeo sob demanda acessível apenas pela Internet, criado para competir com Movistar+, Netflix e Amazon Prime Video na Espanha. A Yoigo, uma operadora de serviços móveis e de Internet que manteve um acordo de exclusividade que permite que os clientes tenham acesso ilimitado por fibra ao serviço da Sky España por 6 euros por mês. O serviço deixou de estar disponível em 1º de setembro de 2020. Alguns conteúdos já haviam desaparecido antes de seu encerramento em 10 de agosto de 2020. A Sky retornou ao mercado espanhol em 2023 com a introdução do SkyShowtime.

### Nos Estados Unidos
Em 23 de maio de 2023, a Comcast (empresa controladora do Sky Group) anunciou planos para lançar uma versão norte-americana do Now TV como parte de sua unidade de banda larga e cabo Xfinity, que terá um preço de US$ 25 por mês e incluirá redes de cabo lineares e serviços gratuitos de televisão por streaming com suporte de anúncios (FAST) da Xumo e de outros parceiros.

## Conteúdo e canais
Após sua estreia no Reino Unido em 2012, o Now TV ofereceu apenas filmes no início, adicionando esportes em março de 2013, e canais de entretenimento em outubro de 2013. Os canais de filmes e entretenimento são acessados mediante o pagamento de uma taxa mensal, e os esportes são oferecidos em uma base ad-hoc (“pay as you go”). Ao contrário do principal serviço de TV via satélite da Sky, o Now TV não exige um contrato de longo prazo.
O Now TV oferece “passes” com um conjunto específico de conteúdo ou canais que podem ser assistidos sob demanda ou como TV ao vivo. O passe “Entertainment” tem conteúdo/canais de entretenimento geral da própria Sky (por exemplo, Sky Atlantic) e de terceiros (por exemplo, Comedy Central), enquanto o passe “Kids” abrange redes infantis como a Nickelodeon, e o passe “Sky Cinema” oferece mais de mil filmes da Sky Cinema. Há também um passe dedicado “Hayu” e um passe “Sports” (que oferece uma opção diária ou mensal), além de um passe esportivo exclusivo para dispositivos móveis para transmitir canais Sky Sports ao vivo.
Os set-top boxes e dongles do Now TV têm aplicativos extras para download que fornecem acesso a serviços gratuitos de catch-up ou streaming, como BBC iPlayer, ITVX e UKTV Play, bem como acesso à Sky Store, Netflix (adicionado no final de 2018), Peacock (adicionado em novembro de 2021), Sky Box Office, Disney+ (adicionado em abril de 2020) e YouTube. Na primavera de 2020, o Now TV forneceu acesso ao TNT Sports e, ao mesmo tempo, o Now TV tornou-se disponível para clientes do EE TV.
Em 28 de junho de 2022, a National Geographic deixou o serviço, pois sua programação foi transferida para o Disney+. Em seu lugar, os usuários do Now tiveram acesso ao canal de drama de mistério da UKTV, Alibi, e ao NBC News Now, enquanto os clientes com o pacote de assinatura Sky Cinema puderam acessar uma variedade de filmes da Paramount+.

## Dispositivos
O Now está disponível em várias plataformas, oferecendo acesso por meio de dispositivos móveis de tela grande e de tela pequena:
- Dispositivos proprietários do Now TV
- Aplicativo Now TV Player no PC ou Tablet com Windows 8.1 ou posterior; computadores Mac com OS X Mavericks 10.9 ou posterior
- Dispositivos Android via aplicativo.
- Dispositivos iOS 13 ou posterior via aplicativo.
- Dispositivos Amazon Fire TV
- Xbox One e Xbox Series X/S (Xbox 360 não é mais compatível)
- PlayStation 4 e PlayStation 5 (não há mais suporte para o PlayStation 3)
- Roku LT (roxo), XS, 3 (preto), Streaming Stick
- Apple TV 4ª geração e posterior (a 3ª geração não é mais compatível)
- Chromecast
- YouView, incluindo BT TV/TalkTalk TV (o serviço completo Now TV foi adicionado em 21 de fevereiro de 2020)
- A maioria das TVs da Sony Bravia fabricadas desde 2016
- Smart TVs, Blu-ray players e barras de som selecionados da LG
- Smart TVs selecionadas da Samsung

O serviço oferece transmissões com resolução de até 720p (ou de até 1080p, quando se assina o Now TV HD Boost por um custo adicional), dependendo do dispositivo de reprodução. Ele usa streaming com taxa de bits adaptável.